# Parawixia inopinata
Parawixia inopinata är en spindelart som beskrevs av Camargo 1950. Parawixia inopinata ingår i släktet Parawixia och familjen hjulspindlar. Inga underarter finns listade i Catalogue of Life.